# Université internationale de Hagoromo
L'université internationale de Hagoromo (羽衣国際大学, Hagoromo kokusai daigaku) (en anglais : Hagoromo University of International Studies (HUIS) ) est une université privée située à Sakai, dans la préfecture d'Osaka, au Japon. 

## Histoire
L’établissement a été fondé en 1964; c’était alors une université au cursus de deux ans pour femmes. Il est devenu mixte en 2000, et une université au cursus de 4 ans en 2002.

## Facultés et étudiants
Un peu plus de 1 000 étudiants sont inscrits dans les deux facultés de l’université, la faculté de l'industrie et des sciences sociales, divisée en département de sciences sociales contemporaines et département de media, et la faculté de la vie humaine, divisée en département de la vie humaine et département de sciences de l'alimentation

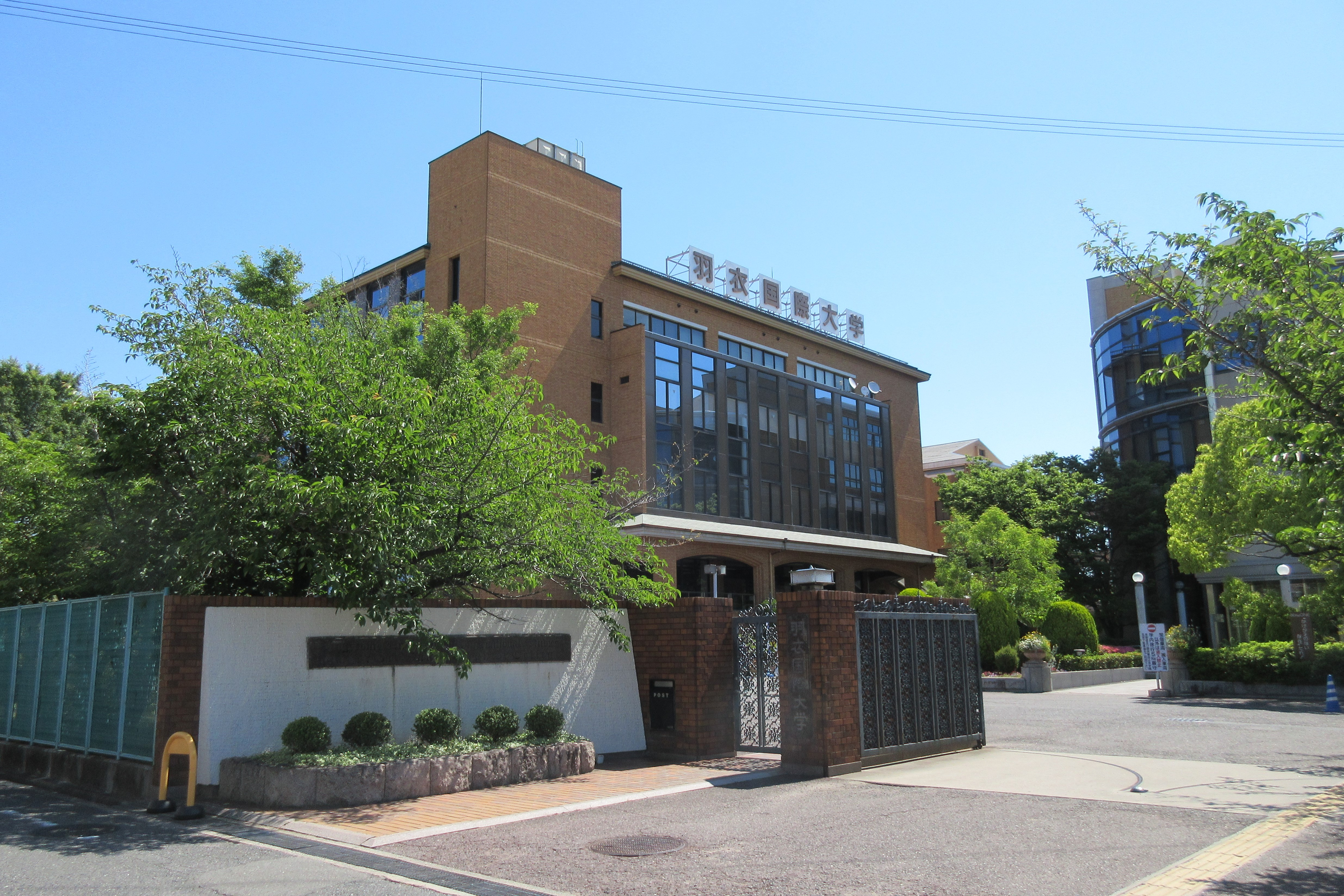
Entrée de l’université.